# David Widder
David Vernon Widder (Harrisburg, 25 de março de 1898 — 8 de julho de 1990) foi um matemático estadunidense.
Doutorado pela Universidade Harvard em 1924, orientado por George David Birkhoff, onde foi então professor.
Foi cofundador do Duke Mathematical Journal

## Obras
- Advanced Calculus
- The Laplace transform
- An introduction to transform theory
- The convolution transform (coautro com I. I. Hirschman)